# Get Born Again
"Get Born Again" é uma canção da banda de rock Americana Alice in Chains, e uma das duas últimas canções que a banda gravou com o vocalista Layne Staley. A outra sendo a canção "Died", ambas lançadas no box set Nothing Safe: The Best of the Box em 1999. "Get Born Again" foi lançada como single nas rádios americanas em 1 de junho de 1999. A canção atingiu a 4ª posição do ranking Mainstream Rock Tracks da Billboard, e a 12ª posição do ranking Modern Rock Tracks. Também foi indicada ao Grammy de Melhor Performance Hard Rock em 2000. A canção foi incluída nas compilações Music Bank (1999) e The Essential Alice in Chains (2006).

## Origem
A canção foi originalmente escrita pelo guitarrista/vocalista Jerry Cantrell para seu álbum solo Boggy Depot (1998). Entretanto, ele mostrou a música para Layne, que escreveu a letra e gravou a canção com o Alice in Chains no final de 1998.

## Legado
"Get Born Again" chegou a 4ª posição na lista Billboard Hot Singles, e é lembrada como "Alice in Chains em seu melhor". A voz aguda de Layne junto com os riffs únicos de Jerry Cantrell a fazem querida entre os fãs de Alice in Chains. Esteve em todos as compilações lançadas pelo Alice in Chains.

## Créditos
- Layne Staley – vocal
- Jerry Cantrell – guitarra, vocal
- Mike Inez – baixo
- Sean Kinney – bateria

## Desempenho nas tabelas musicais
| Tabela (1999)                                   | Melhor posição |
| ----------------------------------------------- | -------------- |
| Estados Unidos (Bubbling Under Hot 100 Singles) | 6              |
| Estados Unidos (Billboard Mainstream Rock)      | 4              |
| Estados Unidos (Billboard Alternative Airplay)  | 12             |